# Trilacuna sinuosa
Espèce
Trilacuna sinuosa est une espèce d'araignées aranéomorphes de la famille des Oonopidae.

## Distribution
Cette espèce est endémique de la province de Vĩnh Phúc au Viêt Nam,. Elle se rencontre dans le parc national de Tam Đảo.

## Description
La femelle holotype mesure 2,07 mm.

## Systématique et taxinomie
Cette espèce a été décrite par Tong et Li en 2013.

## Publication originale
- Tong & Li, 2013 : « The first goblin spiders of the genus Trilacuna from Vietnam (Araneae, Oonopidae). » Zootaxa, no 3709, p. 277-284.